# ホワイト・イングリッシュ・テリア

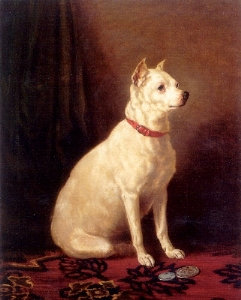
ホワイト・イングリッシュ・テリア

ホワイト・イングリッシュ・テリア（英：White English Terrier）とは、現在は絶滅したイギリスのイングランド原産の闘犬・ネズミ狩り・ショードッグとして使われていたテリア犬種である。オールド・ホワイト・イングリッシュ・テリア（英：Old White English Terrier）、イングリッシュ・ホワイト・テリア（英：English White Terrier）とも呼ばれている。
ここではこれの小型版犬種であるトイ・ホワイト・イングリッシュ・テリアもあわせて解説する。

## 歴史
イギリスの古いテリア犬種であるブラック・アンド・タン・テリアから稀に生まれる白変種個体をもとに作出された。はっきりした作出年代はわかっていないが、15～16世紀ごろに作出された。はじめはブラック・アンド・タン・テリアと同じくネズミ狩りに使われていたり、強い闘争心（臆病さからくる攻撃心）を持っていたため闘犬としても使われていたが、生まれつき純白の毛色のため、ショードッグとして使われるようになり、使役を鞍替えして人気の犬種になった。この人気はおよそ100年間続き、人気絶頂期には重要なドッグショーには必ず出場するまでになった。しかし需要の増加により乱繁殖が行われるようになると犬質が低下し、目が青く耳の聞こえない犬がよく生まれるようになってしまい、人気に陰りが出てしまった。そして、1927年にこの犬種は絶滅した。
しかし、この犬種の血を引く犬がイングランドに現存している他、ブルテリア作出のためにチェシャ・テリアとともにブル・アンド・テリアにかけ合わされ、ホワイト・イングリッシュ・テリアの血は姿を変えて受け継がれている。

## 小型種のトイ・ホワイト・イングリッシュ・テリア
トイ・ホワイト・イングリッシュ・テリア（英：Toy White English Terrier）とは、イングランド原産のホワイト・イングリッシュ・テリアの小型版の犬種である。小型化により更に機敏になり効率よくネズミを狩る事が出来た他、弱々しく見せる事によりギャンブルとしてのネズミ狩り・闘犬での大穴として使えるように改良された犬種である。こちらも後にショードッグとして人気を得るが、病気にかかりやすくブリーディングも難しかったため、スタンダードサイズのものよりも早く絶滅してしまった。体重は1.5～2kgほどしかなかった。

## 特徴
大きく円らな瞳と鼻は黒々としていて、毛は純白のワイヤーコート。コートはやや長いため、定期的なトリミングを必要とした。立ち耳・飾り毛のある垂れ尾。体は筋肉質で、脚はすらりと長い。性格は用心深く、やや内向的でおとなしいといわれている。体高25cm～38cmの小型犬。なお、トイ種はフルサイズのものよりもマズルが少し短く、足はもっと細い。
遺伝的な疾患としては難聴などが挙げられるが、目の青い個体でなくても耳が聞こえづらかったり聞こえなかったりする事があったようである。しかし純血種として絶滅してしまった現在、本当に難聴が起こりやすい犬種であったかどうかははっきりしない。

## 参考
『デズモンド・モリスの犬種事典』（誠文堂新光社）デズモンド・モリス著書、福山英也、大木卓訳 誠文堂新光社、2007年